# Rob Letterman
Rob Letterman, né à Hawaï aux États-Unis, est un réalisateur et scénariste américain.

## Filmographie
- 1999 : Los gringos (réalisateur)
- 1999 : Lake Placid (Color and Lighting Supervisor: Digital Domain)
- 2001 : Shrek (propellerhead: Los Angeles pre-production)
- 2004 : Gang de requins (Shark Tale) (co-réalisateur avec Bibo Bergeron et Vicky Jenson, co-scénariste avec Michael J. Wilson)
- 2009 : Monstres contre Aliens (réalisateur avec Conrad Vernon, scénario avec Maya Forbes, Wallace Wolodarsky, Jonathan Aibel et Glenn Berger et histoire originale avec Conrad Vernon, voice of Secret Service Man #1)
- 2010 : Les Voyages de Gulliver  (réalisateur)
- 2015 : Chair de poule, le film (Goosebumps) (réalisateur)[1],[2]
- 2019 : Pokémon: Detective Pikachu (réalisateur et scénariste)